# Cape Paterson
Cap Paterson est un cap et une ville du Gippsland, dans le Victoria en Australie. Le cap a été nommé par James Grant en 1801, en l'honneur de l'explorateur William Paterson.

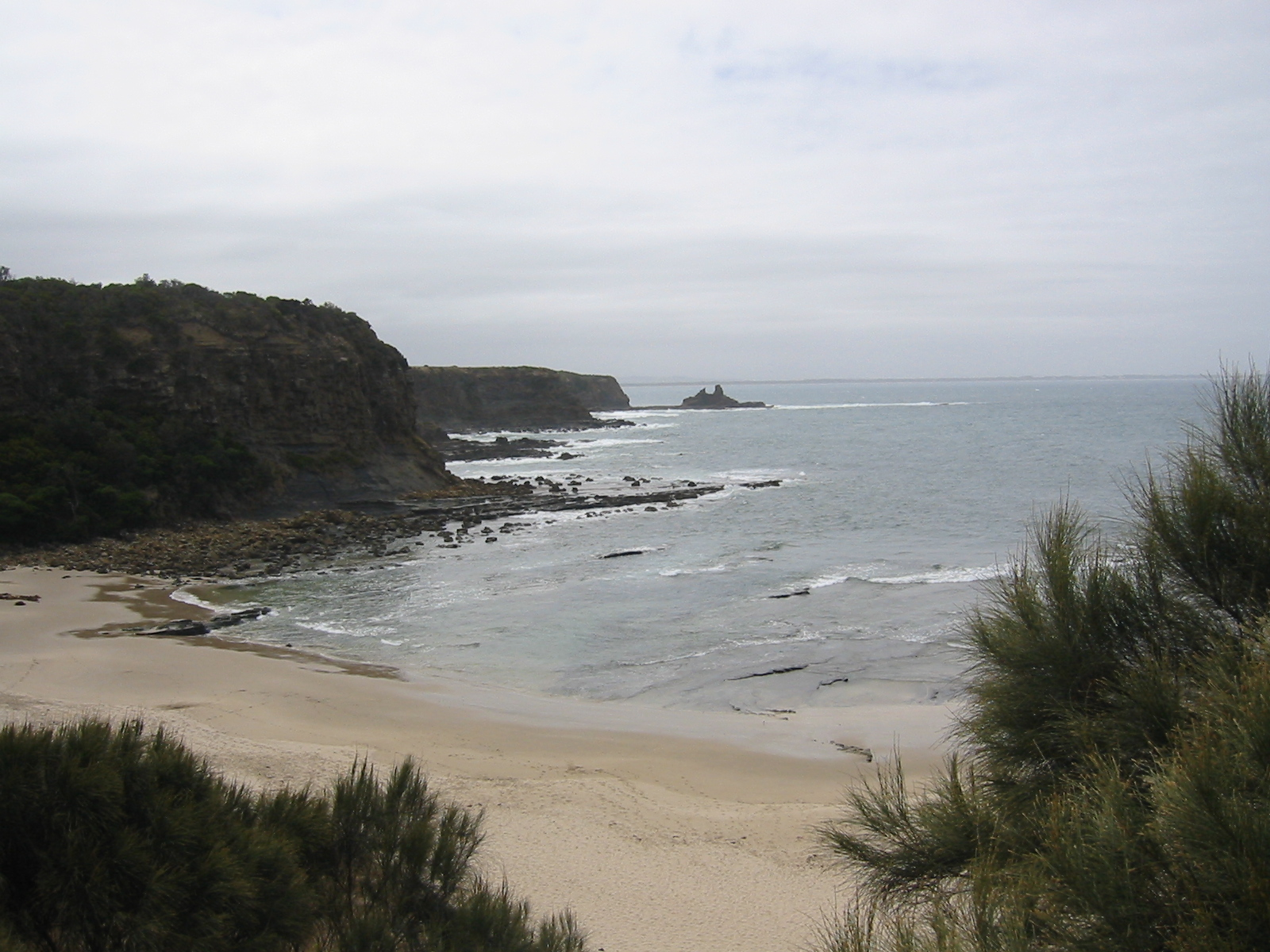
Cape Peterson

Au recensement de 2006, Cap Paterson avait une population de 674 habitants.
Cap Paterson est une petite ville de pêcheurs et de vacanciers qui connaît un important afflux de campeurs durant les mois d'été. La ville a eu un bureau de poste entre 1969 et 1975 qui était uniquement ouvert durant l'été.